# Station Tychy Świerczyniec
Station Tychy Świerczyniec is een spoorwegstation in de Poolse plaats Bieruń.